# پوتوک گورنه
پوتوک گورنه (به لهستانی:  Potok Górny) یک روستا در لهستان است که در گمینا پوتوک گورنه واقع شده‌است. پوتوک گورنه ۱٬۳۴۱ نفر جمعیت دارد.